# Иванковцы (Деражнянская городская община)
Ива́нковцы (укр. Іванківці), до 2016 года — Радя́нское (укр. Радянське) — село в Хмельницком районе Хмельницкой области Украины.
Население по переписи 2001 года составляло 389 человек. Почтовый индекс — 32262. Телефонный код — 3856. Занимает площадь 1,665 км². Код КОАТУУ — 6821580802.

## История
В 1946 г. указом ПВС УССР село Янчинцы переименовано в Ивановцы.

## Местная власть
32200, Хмельницкая обл., Хмельницкий р-н, г. Деражня, ул. Мира, 37